# 米努修
米努修‧菲利克斯（全名：Felix Marcus Minucius）出身非洲，而祖藉羅馬。在異教世界之中長大，在少年時接受過良好教育，尤其在拉丁文學作品有相當造詣。又因為他廣泛地閱讀拉丁文學作品，而累積了大量知識，以致他日後撰寫了一本拉丁文護教書《屋塔維》（Octavius）。
米努修是一位律師。在求學時期，已經與屋塔維‧雅奴阿留斯(Octavius Januarius)成為了好友，期後更一起擔任律師。在當律師期間，令到他們看見很多對基督徒的判決，但他們發現當中許多指控十分荒謬無理，例如：原告缺乏任何證據及證明控告被告有罪、法庭在程序上的不公及虛假。如此同時，米努修及屋塔維看很多基督徒為信仰的英勇行為。結果，他們接受了基督教。

## 背景
在公元161-180年，馬可‧奧理略(Marcus Aurelius)在位羅馬皇帝，他是一位有智慧並熱愛斯多葛學派的皇帝。在他一上任便發生很多不幸的事：在國土內發生大型飢荒及瘟疫，在邊界又有強大的野蠻民族。有見及此，不少民眾將事件歸咎於當時基督徒，信徒們受壓迫。而當時著名修辭學家弗朗托(Marcus Cornelius Fronto)，發表了一份誹謗基督徒的演講。而在公元176年，皇帝宣布敕令：「如果有人介紹新的宗教給他人，且引起百姓不安，應當處死他」，其敕令針對當時基督教傳播。以致米努修因而撰寫《屋塔維》來反駁對基督教不利的論點。
更隨着異端流入，希臘在護教層面上是基督教的搖籃，而不少希臘護教作品都在當時出版，以及在護教上發揮了作用。直到公元二世紀末，以拉丁文撰寫的護教文獻才開始出現，而《屋搭維》(Octavius)是現存拉丁基督教護教文獻，而米努修都是拉丁文獻作者最早的一位。

## 作品
《屋塔維》一書在16世紀，由一位近代學者巴爾杜努(Badlduinus, 1520-1573)發現。當時《屋塔維》收錄在基督教作家亞挪比烏(Arnobius)所寫的《反對異教徒》中第八卷。《屋塔維》的寫作年份沒有任何定論，大約在二世紀末(大約在公元197年)，其寫作地點可能在羅馬，或者在非洲地方。
《屋塔維》共有41章，並採用對話文體。內容講述作者因失去了挈友屋塔維，哀傷之下回憶起屋塔維與另一位異教徒凱西留斯(Caecilius)的對話。三位朋友一起由羅馬去奧斯提亞(Ostia)旅行，並享受海水浴。凱西留斯在途中看到了塞拉皮斯(Serapis)的神像，於是對它下拜。屋塔維看到此狀，論證一神的信仰及神的眷顧，並反駁當時流行的指控，並攻擊異教神話。
《屋塔維》分別有三個部分：第一部份(5至13章)是異教朋友激烈地政擊基督教，並嘗試為自己及異教辯論；第二部分(14至38章)是屋塔維的回答，一方面轉述流行的異教信仰、傳統羅馬宗教及關於基督教的流言蜚語，另一方面則為基督教辯護，駁斥異教徒的指控，捍衛基督教的根本信條；第三部分(39至41章)是異教朋友最終接受了基督信仰。

### 凱西留斯的攻擊 (第5至13章)
凱西留斯認為無知基督徒的真理其實不可信，因為在當時任何哲學家未能接觸到真理。因此他對基督信仰抱持懷疑態度，尤其他相信命運能夠掌管一切，而且不存在天意之類的東西。他提議最安全的做法是相信那些使羅馬偉大的傳統神祗崇拜。

### 簡短小插曲 (第14至15章)
在屋塔維準備一番反駁論述前，作者(Minucius)有一系列的論述，說明精美的論述某程度上是隱藏證據，更加是一種暗示，嘗試掩飾真相的方法。作者因而指出凱西留斯對基督徒的論述及對古羅馬神祗崇拜，某程度上是妨礙公正的辯論及對話。

### 屋塔維的反駁 (第16至38章)
屋塔維針對凱西留斯的言論及論點，作出了兩個論點：第一，對剛剛凱西留斯提出的古代宗教(令羅馬強大的神祗)進行譴責；第二，他對社會針對基督徒的指控作出回應及論述。

### 結語 (第39至40章)
凱西留斯經屋塔維的雄辯後，發現異教徒的失敗及不足。經過一番深思熟慮後，凱西留斯決定皈依基督教，成為基督徒。

## 作品風格
寫作風格
在《屋塔維》一書中，屋塔維在反駁任何對基督教的指控，雖然強調及描述基督徒們道德生活，但是沒有正面引用基督教學說、更沒有提到任何關於基督的救贖、基督與信徒的聯合、如何理解聖靈、有關聖禮的教義等等。作者不想以一篇神學論文使有可能歸信基督教的異教徒感到疑惑。為了更有效反駁異教徒，作者透過異教徒的視角去表現基督教，令異教徒更能理解基督教。
哲學層面
由於《屋塔維》的寫作目的要影響當時有學問的非信徒或異教徒，所以其內容根本沒有討論基督教的教導或《聖經》內容，僅僅提及世界觀及哲學世界問題。而《屋塔維》多次引用了西塞羅(Cicero, 公元前106年至公元43年)的著作《論諸神的本性》(De natura deorum)，而斯多葛主義思想在其中起了很大的作用。雖然引用斯多葛主義作品及其思想，《屋塔維》卻強調一神論。

## 影響

### 反駁異教徒對基督教的批判
凱西留斯提出社會中有一種強烈的傾向，他們懷疑並想摧毀這個古老的宗教體系。由於羅馬受不同宗教信仰影響，基督教及其信徒被看作舊有宗教的虧損。民眾更說：「基督教是一個不可救藥、無法無天、 鋌而走險的匪幫，他們要造諸神的反。」(自《屋塔維》第8章)
他攻擊基督教，提出他們實際上是無神者及陰謀家。雖然他們的名稱是神聖的，在各地舉行「兄弟會」及「姊妹會」，但是他們的勾當是邪惡的，而基督教那些虛幻而迷信是罪惡的表白。凱西留斯更提出基督教及其信徒是愚蠢的，因為傳聞基督信徒對動物進行崇拜，並對他們的道德生活充滿懷疑及質疑。(自《屋塔維》第9章)
他更攻擊基督徒，質疑為甚麼要隱藏所作所為？為甚麼不告訴民眾崇拜的對象是？為甚麼崇拜時沒有任何祭壇、沒有廟宇，更沒有常見羅馬諸神的象？為甚麼不公開演講集會？不就是因為他們所崇拜的是可恥，應受懲罰嗎？(自《屋塔維》第10章)
而針對這些指控，米努修作出以下的反駁。他在《屋塔維》的第一部分嘗試回答了異教徒散布的指責，並糾正民眾對基督教及其信仰的誤解，然後在此書的第二部分(第28至38章)對那些反基督教的指控作正面答覆。
1. 針對基督徒崇拜一名罪犯和他的十字架的謠言，米努修回答：「還有，你們(指異教徒)說我們崇拜一名罪大惡極的犯人和他的十字架，你們偏離真相太遠了，因為你們假定了一名該死罪犯(指耶穌無罪)，或凡人竟能被人們當作神。」米努修認基督教所崇拜對象決非日常意義上的罪犯。他更強調把凡人當神來崇拜在埃及確實發生過，而在羅馬也有人把王公和國王當作神崇拜。(自《屋塔維》第29章)[7]
2. 另一條關乎基督的指控有關日常道德生活，米努修道：「我們的宴飲不僅是有節制的，並且非常樸素。」米努修更從習俗、劇本、宗教神話中引用例子，證明自己的論述。異教中有混亂的性交，而基督徒有婚姻的束縛，只忠於一個配偶，甚至沒有配偶。「性欲遠離我們的思想，甚至有一絲念頭也會使我們(基督徒)感到羞恥。」(自《屋塔維》第31章)[7]

### 開創新的神學觀念
米努修在《屋塔維》中反映了最早拉丁教父思想家的神學觀念，在書中米努修提供了神存在的論證：
1. 「如果你進到一座房子裡，發現一切都安排得井井有修、清新高雅，那麼你會假定有位主人掌管這座房子，房子中的東西都在他的看管之下。同樣，在世界這所大房子中，當你看到天上地下都有秩序，你可以確信這個世界有一位主人和創造者，他比星辰本身，甚比整個世界任何東西更加美麗。」(自《屋塔維》第18章) [8]
2. 首先論述神的存在，然後進一步提出世界的創造者及最高統治者的神只有一位。先以人類社會舉出例子以證明最高統治者只有一位，然後用自然界引出一些例子作補充：「蜂巢只有一個蜂皇，一群羊只能有一頭帶領，一群牛也只能有一個帶領。」而其後更將這個唯一的神的特徵提到出來，「這個萬物創造者既沒有開端，又沒有終結，是永恆的。他創造萬物，而且賦予自身以永恆的生命。」[8]

### 批判羅馬帝國文化
米努修在《屋塔維》中否定羅馬政權及提出政權的暴行：
1. 「羅馬人擁有的人口和財產是他們通過蠻橫的征戰得來的戰利品，他們的神廟是靠搶劫才建立起來的；我(屋塔維)的意思這種建立伴隨着毀滅城市，強奪諸神，屠殺祭司」(自《屋塔維》第25章)